# Шерідан (Індіана)
Шерідан (англ. Sheridan) — місто (англ. town) в США, в окрузі Гамільтон штату Індіана. Населення — 3106 осіб (2020).

## Географія
Шерідан розташований за координатами 40°7′51″ пн. ш. 86°13′7″ зх. д. / 40.13083° пн. ш. 86.21861° зх. д. (40.130734, -86.218575).  За даними Бюро перепису населення США в 2010 році місто мало площу 5,55 км², з яких 5,54 км² — суходіл та 0,01 км² — водойми.

## Демографія
Згідно з переписом 2010 року, у місті мешкало 2665 осіб у 1013 домогосподарствах у складі 698 родин. Густота населення становила 481 особа/км².  Було 1139 помешкань (205/км²).
Расовий склад населення:
| - 95,3 % — білих - 0,8 % — чорних або афроамериканців - 0,4 % — азіатів - 0,3 % — корінних американців - 1,5 % — осіб інших рас |

До двох чи більше рас належало 1,7 %. Частка іспаномовних становила 3,3 % від усіх жителів.
За віковим діапазоном населення розподілялося таким чином: 29,3 % — особи молодші 18 років, 59,7 % — особи у віці 18—64 років, 11,0 % — особи у віці 65 років та старші. Медіана віку мешканця становила 33,8 року. На 100 осіб жіночої статі у місті припадало 100,2 чоловіків;  на 100 жінок у віці від 18 років та старших — 93,0 чоловіків також старших 18 років.
Середній дохід на одне домашнє господарство  становив 49 955 доларів США (медіана — 42 935), а середній дохід на одну сім'ю — 56 551 долар (медіана — 46 914). За межею бідності перебувало 17,6 % осіб, у тому числі 17,3 % дітей у віці до 18 років та 6,2 % осіб у віці 65 років та старших.
Цивільне працевлаштоване населення становило 1288 осіб. Основні галузі зайнятості: освіта, охорона здоров'я та соціальна допомога — 20,9 %, роздрібна торгівля — 18,3 %, науковці, спеціалісти, менеджери — 12,3 %, виробництво — 8,8 %.